# Judaël
Judaël ou Judhaël est roi de Domnomée armoricaine vers les années 580 à 605.

## Biographie

### Contexte
Chronologiquement le règne de Judaël correspond à la fondation de l'évêché d'Aleth par Maclou et aux incursions des Bretons de Waroch et de son fils Canao II dans les territoires des cités de Rennes et Nantes, incursions auxquelles il a peut-être participé. 

### Origine
Judaël est le fils ainé et successeur vers 580 de Judual. Son nom est tiré de deux racines communes en brittonique, Iud (combat) et Hael (bon). On ignore tout de son règne ; la vita Judicaelis composée par le moine de Saint-Méen Igomar n'évoque que les circonstances merveilleuses de sa rencontre avec sa future épouse.

### Les noces de Pritelle
Dans les dernières années de la vie de son père, le jeune Judaël chasse dans la forêt qui s'étendait de Plounéour-Trez à Plouescat, dans une région détachée du pays de Léon (latin : pagus Leonensis) et nommé « Kemenet-Ily » (en latin Commendatio Ili c'est-à-dire le territoire confié à Ili), qui était dirigée par un certain Ausoch, "comte" de Léon (in capite littoris magni) et siégeant vraisemblablement à Tréflez. Judaël, fatigué par sa chasse, s'endort et fait un songe dans lequel il voit une merveilleuse jeune fille en laquelle il reconnait Pritelle ou Prizell, la fille d'Ausoch, qui lui présente un poteau orné de symboles chrétiens. La jeune femme, que l'on peut rapprocher historiquement de la princesse Azénor, fille du comte de Léon Even ou Neven, au destin semblable, porte un nom brittonique latinisé (Pritella), hypocoristique de Pryd, "jolie" ; son nom se retrouve au pays de Galles comme synonyme d'Hélène, épouse de Macsen Wledig.
À son réveil, Judaël prend le conseil du légendaire poète Taliesin qui se trouvait à Rhuys, auprès de Gildas le Sage ; le barde lui confirme que le songe signifiait qu'il devait épouser Prizel et lui faire un enfant destiné au service de Dieu. Le jeune prince épousa donc Prizel avec l'accord de ses parents, événement narré de diverses façons dans les manuscrits de la vita, qui mettent en scène tantôt la vision du mariage au XIe siècle, tantôt celle du XVe : les versions tardives mettent en effet l'accent sur la bénédiction parentale, quand les versions les plus anciennes décrivent une union rapide et cavalière, rapide dans l'exercice de la volonté divine, plus proche du concubinage que d'un réel mariage (duxit eam in pelicatum [...] trahens in thalamum eam cognovit).
Pritelle enfanta de lui une vaste descendance composée de quinze fils, dont le premier-né est Judicaël, et de cinq filles ,. La mort de Pritelle et le remariage de Judaël n'est pas explicitement mentionnée (obituaire de Saint-Méen), mais engendre de nouvelles péripéties pour l'aîné de la fratrie qui pourraient être liées à la naissance miraculeuse de Budoc de Dol dans le Munster. Sa mort vers 605 ouvre une sanglante succession.

## Source
- Arthur de La Borderie, Histoire de la Bretagne (VI volume), t. 1, Mayenne, Joseph Floch (réédition), 1975, p. 463,464,467-470